# Селижаровская телемачта
Селижаровская телерадиомачта — телерадиомачта построенная в 1971 году недалеко от поселка Селижарово, самая мощная в Тверской области телерадиопередающая станция — ретранслятор. Телерадиомачта высотой в 350 м. Конструкция выполнена в виде стальной, поддерживаемой тросами, мачты. На данный момент телерадиомачта ведет вещание на 11 районов области по пяти каналам телевизионных передач и трем каналам радиопередач.

## Телеканалы и радиостанции, передаваемые башней

### Телеканалы
| Телеканал                                       | Частотный канал | Частота(МГц) | Мощность(кВт) | Покрытие (км) |                                          | Статус |
| ----------------------------------------------- | --------------- | ------------ | ------------- | ------------- | ---------------------------------------- | ------ |
| Первый мультиплекс цифрового телевидения России | 25              | 506МГц       | 5 кВт         |               | DVB-T2, MPEG-4. Кодирование отсутствует. | Вещает |
| Второй мультиплекс цифрового телевидения России | 49              | 698МГц       | 5 кВт         |               | DVB-T2, MPEG-4. Кодирование отсутствует. | Вещает |